# Greenhead (Northumberland)
Greenhead est une paroisse civile et un village du Northumberland, en Angleterre.